# František Chvalkovský
František Chvalkovský (ur. 30 lipca 1885 w Jílovém u Prahy, zm. 25 lutego 1945 w Berlinie) – czechosłowacki polityk i dyplomata, minister spraw zagranicznych II Republiki (1938–1939).

## Życiorys
Studiował prawo w Pradze. W latach 1909–1910 był studentem School of Commerce w Londynie. Po studiach szefował działowi prawnemu krakowskiej filii Živnostenské banky.
Po powstaniu Czechosłowacji został sekretarzem ministra Antonína Švehli. W 1920 roku związał się z dyplomacją – był szefem biura politycznego w Ministerstwie Spraw Zagranicznych, a następnie ambasadorem w Japonii (1921–1923) i Stanach Zjednoczonych (1923–1925). W 1927 roku wyznaczony przez prezydenta na ambasadora w Berlinie, a w 1932 roku został mianowany ambasadorem we Włoszech. Od 1925 do 1927 roku sprawował mandat posła do Zgromadzenia Narodowego z ramienia czeskich agrarystów.
W wyniku napiętej sytuacji związanej z kryzysem sudeckim w październiku 1938 roku odwołany z Rzymu i mianowany ministrem spraw zagranicznych Czechosłowacji w rządach Jana Syrovego i Rudolfa Berana. Jako minister spraw zagranicznych zerwał z propagowaną przez Edvarda Beneša polityką zagraniczną i propagował współpracę z Niemcami. 2 listopada 1938 roku wziął udział w tzw. arbitrażu wiedeńskim, który zadecydował o włączeniu do Węgier południowej Słowacji. 14 marca 1939 roku wraz z prezydentem Hachą ugiął się w Berlinie przed żądaniami niemieckimi wobec Czechosłowacji, podpisując zgodę na okupację Czech i Moraw przez III Rzeszę.
W okresie Protektoratu był jego przedstawicielem w Berlinie, gdzie w lutym 1945 roku zginął w wyniku nalotów alianckich.

## Odznaczenia
Został odznaczony Tarczą Honorową Protektoratu Czech i Moraw z Orłem Świętego Wacława.